# Чемпионат Антигуа и Барбуды по шоссейному велоспорту
Чемпионат Антигуа и Барбуды по шоссейному велоспорту — национальный чемпионат Антигуа и Барбуды по шоссейному велоспорту, проводимый Федерацией велоспорта Антигуа и Барбуды с 2006 года. За победу в дисциплинах присуждается майка в цветах национального флага (на илл.).

## Призёры

### Мужчины. Групповая гонка.
| Год  | Победитель       | Второй         | Третий           |         |
| ---- | ---------------- | -------------- | ---------------- | ------- |
| 2006 | Линн Мюррей      | Роберт Марш    | Кен Джексон      |         |
| 2007 | Роберт Марш      | Кен Джексон    | Джайм Бриджес    |         |
| 2008 | Джайм Бриджес    | Линн Мюррей    | Космос Ричардсон |         |
| 2009 | Джайм Бриджес    | Кен Джексон    | Роберт Марш      |         |
| 2010 | Космос Ричардсон | Роберт Марш    | Кен Джексон      |         |
| 2011 | Джайм Бриджес    | Роберт Марш    | Марвин Спенсер   |         |
| 2012 | Джайм Бриджес    | Андре Саймон   | Линн Мюррей      |         |
| 2013 | Андре Саймон     | Роберт Марш    | Кен Джексон      |         |
| 2014 | Джайм Бриджес    | Роберт Марш    | Марвин Спенсер   |         |
| 2015 | Джайм Бриджес    | Андре Саймон   | Роберт Марш      |         |
| 2016 | Конрой Томас     | Марвин Спенсер | Андре Саймон     |         |
| 2017 | Роберт Марш      | Джеффри Келсик | Конрой Томас     |         |
| 2018 | Джайм Бриджес    | Роберт Марш    | Конрой Томас     |         |
| 2019 | Конор Деланбануе | Роберт Марш    | Джайм Бриджес    |         |
| 2020 | отменён          | отменён        | отменён          | отменён |
| 2021 | Эмануэль Гайрал  | Джеффри Келсик | Шон Уэверед      |         |
| 2022 | Джайм Бриджес    | Шон Уэверед    | Эмануэль Гайрал  |         |

### Мужчины. Индивидуальная гонка.
| Год  | Победитель      | Второй         | Третий         |         |
| ---- | --------------- | -------------- | -------------- | ------- |
| 2009 | Роберт Марш     | Джайм Бриджес  | Дейл Ричардсон |         |
| 2010 | Роберт Марш     | Джайм Бриджес  | Марвин Спенсер |         |
| 2011 | Марвин Спенсер  | Роберт Марш    | Дейл Ричардсон |         |
| 2012 | Роберт Марш     | Марвин Спенсер | Джайм Бриджес  |         |
| 2013 | Джайм Бриджес   | Роберт Марш    | Марвин Спенсер |         |
| 2014 | Андре Саймон    | Роберт Марш    | Джайм Бриджес  |         |
| 2015 | Роберт Марш     | Марвин Спенсер | Андре Саймон   |         |
| 2016 | Андре Саймон    | Марвин Спенсер | Тешид Гордон   |         |
| 2017 | Марвин Спенсер  | Роберт Марш    | Джошуа Гайрал  |         |
| 2018 | Роберт Марш     | Девон Норрис   | Джайм Бриджес  |         |
| 2019 | Роберт Марш     | Джайм Бриджес  | Рене Гайраль   |         |
| 2020 | отменён         | отменён        | отменён        | отменён |
| 2021 | Роберт Марш     | Джеффри Келсик | Гере Коутс     |         |
| 2022 | Эмануэль Гайрал | Роберт Марш    | Шон Уэверед    |         |

### Женщины. Групповая гонка.
| Год  | Победитель      | Второй           | Третий            |
| ---- | --------------- | ---------------- | ----------------- |
| 2009 | Тамико Батлер   | Cristal Clashing | Линдсей Даффи     |
| 2010 | Линдсей Даффи   | Dorothy Graham   |                   |
| 2011 | Тамико Батлер   | Линдсей Даффи    |                   |
| 2012 | Тамико Батлер   | Линдсей Даффи    | Dorothy Graham    |
| 2013 | Тамико Батлер   | Кевиниа Фрэнсис  | Iola Moses        |
| 2014 | Кевиниа Фрэнсис |                  |                   |
| 2015 | Тамико Батлер   | Кевиниа Фрэнсис  | Janice Sutherland |
| 2016 | Тамико Батлер   | Линдсей Даффи    | Кевиниа Фрэнсис   |
| 2017 | Ванесса Келсик  | Jackie Ashford   | Линдсей Даффи     |
| 2020 |                 |                  |                   |
| 2021 | Ванесса Келсик  | Chasondre Tonge  | Линдсей Даффи     |
| 2022 |                 |                  |                   |
| 2023 |                 |                  |                   |
| 2024 |                 |                  |                   |

### Женщины. Индивидуальная гонка.
| Год  | Победитель      | Второй           | Третий                    |
| ---- | --------------- | ---------------- | ------------------------- |
| 2009 | Тамико Батлер   | Cristal Clashing | Линдсей Даффи             |
| 2010 | Тамико Батлер   | Линдсей Даффи    | Dorothy Graham            |
| 2011 | Тамико Батлер   | Jamila Jonas     |                           |
| 2012 | Тамико Батлер   | Линдсей Даффи    | Кевиниа Фрэнсис           |
| 2013 | Кевиниа Фрэнсис | Линдсей Даффи    | Alisha David              |
| 2014 | Тамико Батлер   | Кевиниа Фрэнсис  | Margarita Fernandez Lores |
| 2015 | Линдсей Даффи   | Кевиниа Фрэнсис  | Janice Sutherland         |
| 2016 | Тамико Батлер   | Кевиниа Фрэнсис  | Линдсей Даффи             |
| 2017 | Ванесса Келсик  | Линдсей Даффи    | Jackie Ashford            |
| 2020 |                 |                  |                           |
| 2021 | Линдсей Даффи   | Chasondre Tonge  | Cathia Christopher        |
| 2022 |                 |                  |                           |
| 2023 |                 |                  |                           |
| 2024 |                 |                  |                           |